# Myleus setiger
Myleus setiger är en fiskart som beskrevs av Müller och Troschel, 1844. Myleus setiger ingår i släktet Myleus och familjen Characidae. Inga underarter finns listade i Catalogue of Life.